# Pacode
Pacode es una ciudad y nagar Panchayat situada en el distrito de Kanyakumari en el estado de Tamil Nadu (India). Su población es de 24050 habitantes (2011). Se encuentra a 42 km de Thiruvananthapuram y a 76 km de Tirunelveli. 

## Demografía
Según el censo de 2011 la población de Pacode era de 24050 habitantes, de los cuales 12089 eran hombres y 11961 eran mujeres. Pacode tiene una tasa media de alfabetización del 90,50%, superior a la media estatal del 80,09%: la alfabetización masculina es del 93,09%, y la alfabetización femenina del 87,87%.